# گجیل

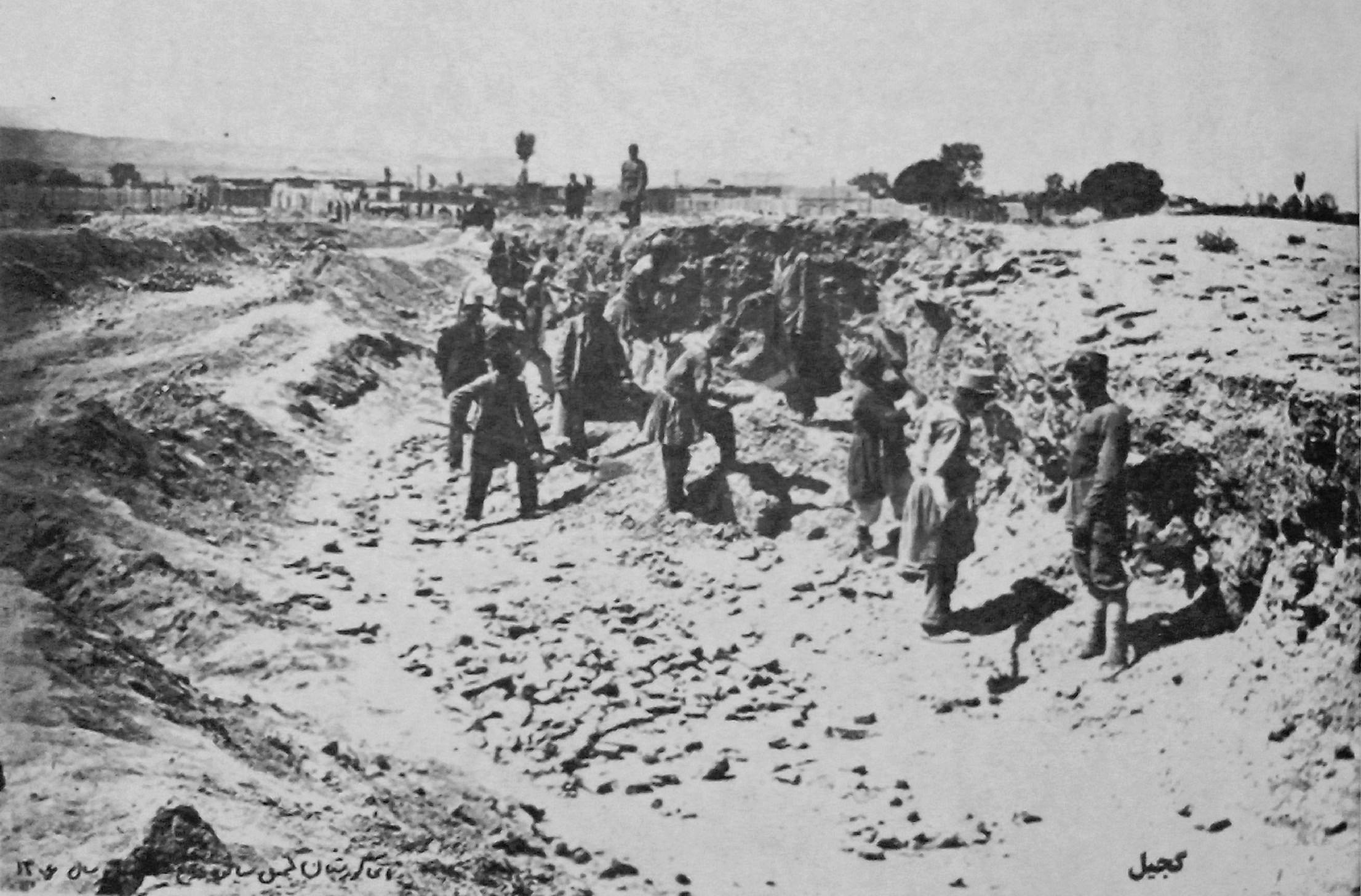
توسعه درب گجیل در ۲۱ آذر ۱۳۰۸

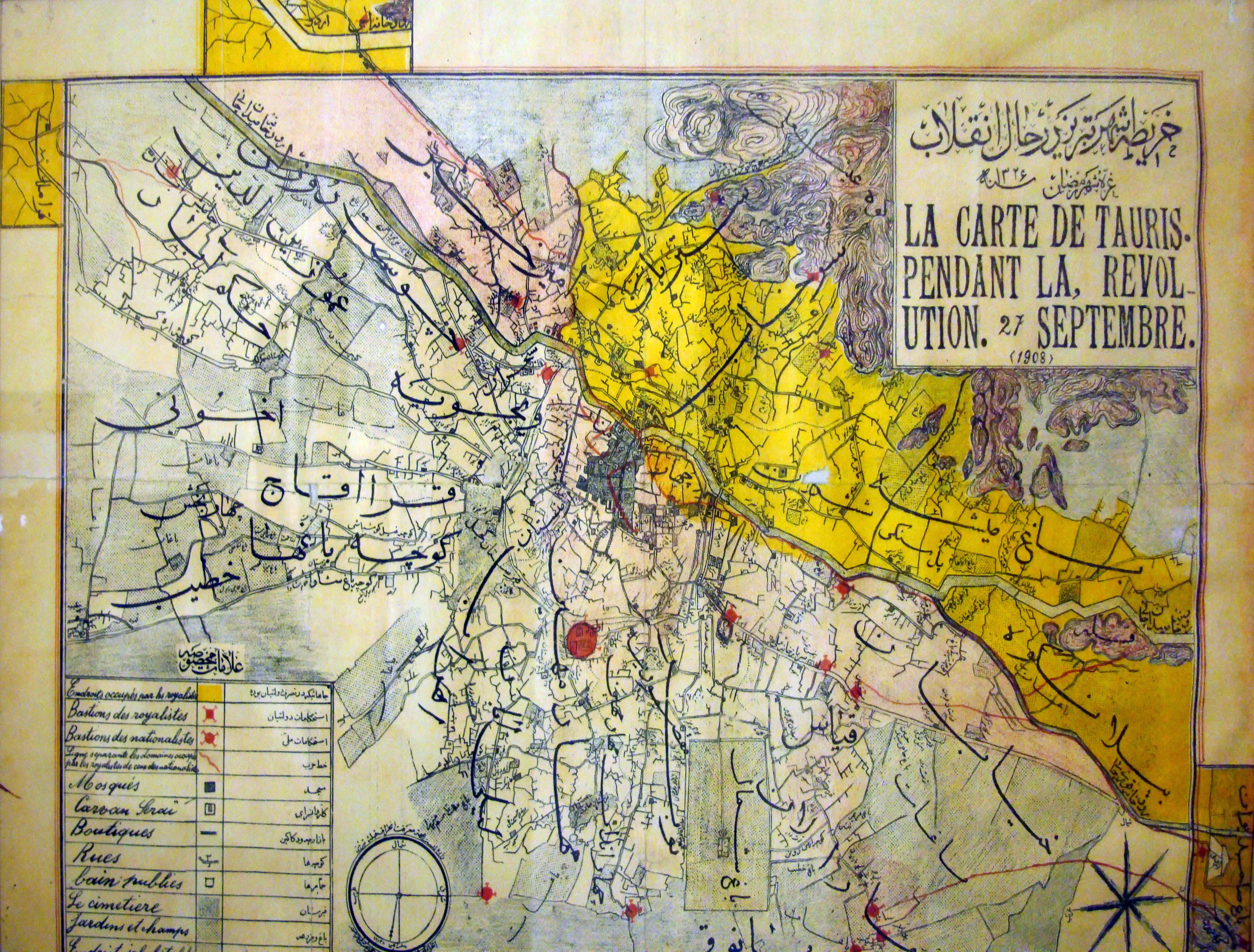
نقشه محلات تبریز در دوران مشروطه، سال ۱۹۰۸، قبرستان گجیل (در نقشه گجل) در سمت راست قره‌آغاج و کوچه باغها مشخص شده‌است.

گجیل یکی از محله‌های تاریخی و کهن شهر تبریز است. این محله در بین چهار محلهٔ راسته‌کوچه، کوچه‌باغ، میارمیار و ویجویه واقع شده‌است. گورستان تاریخی گجیل که به «گورستان عرفا» معروف بود، در دوران پهلوی تخریب شد و در محل آن، باغ گلستان (نخستین پارک شهر تبریز) احداث گردید. این گورستان به همراه گورستان‌های سرخاب (شعرا) و چرنداب (وزرا) از جملهٔ مشهورترین گورستان‌های شهر تبریز بوده‌است.
گجیل در لغت به معنای محل پرازدحام و شلوغ است. این محله از قدیم به‌عنوان استراحت‌گاه کاروانیان و محل فروش میوه و محصولات کشاورزی شهرها و روستاهای پیرامون تبریز شناخته می‌شده‌است. درب تاریخی گجیل که برج‌ها و تاق‌های بلندی داشته و یکی از درب‌های نه‌گانهٔ تاریخی شهر تبریز محسوب می‌شده، در سال ۱۳۳۸ خورشیدی و در جریان احداث خیابان فلسطین (ملل متحد) توسط شهرداری وقت تخریب گردید
در دوران پهلوی، شهربانی براساس طرحی سعی در متمرکز کردن مشاغل ناهنجار اجتماعی و به تبع آن اراذل و اوباش در این محله برآمد و نتیجهٔ آن تبدیل گجیل به یک منطقهٔ نامطلوب و ناخوشایند شهری شد. در سال ۱۳۴۵ خورشیدی، پایانهٔ مسافربری شهر تبریز در ضلع شرقی این محله احداث گردید و همین امر باعث شلوغی و رفت و آمد مسافران در این منطقه گردید.
کمال خجندی در وصف این محله می‌گوید:
| تبریز مرا راحت جان خواهد بود |  | پیوسته مرا ورد زبان خواهد بود |
| تا درنکشم آب چرنداب و گجیل   |  | سرخاب ز چشم من روان خواهد بود |